# 헤비즈-벌러톤 공항

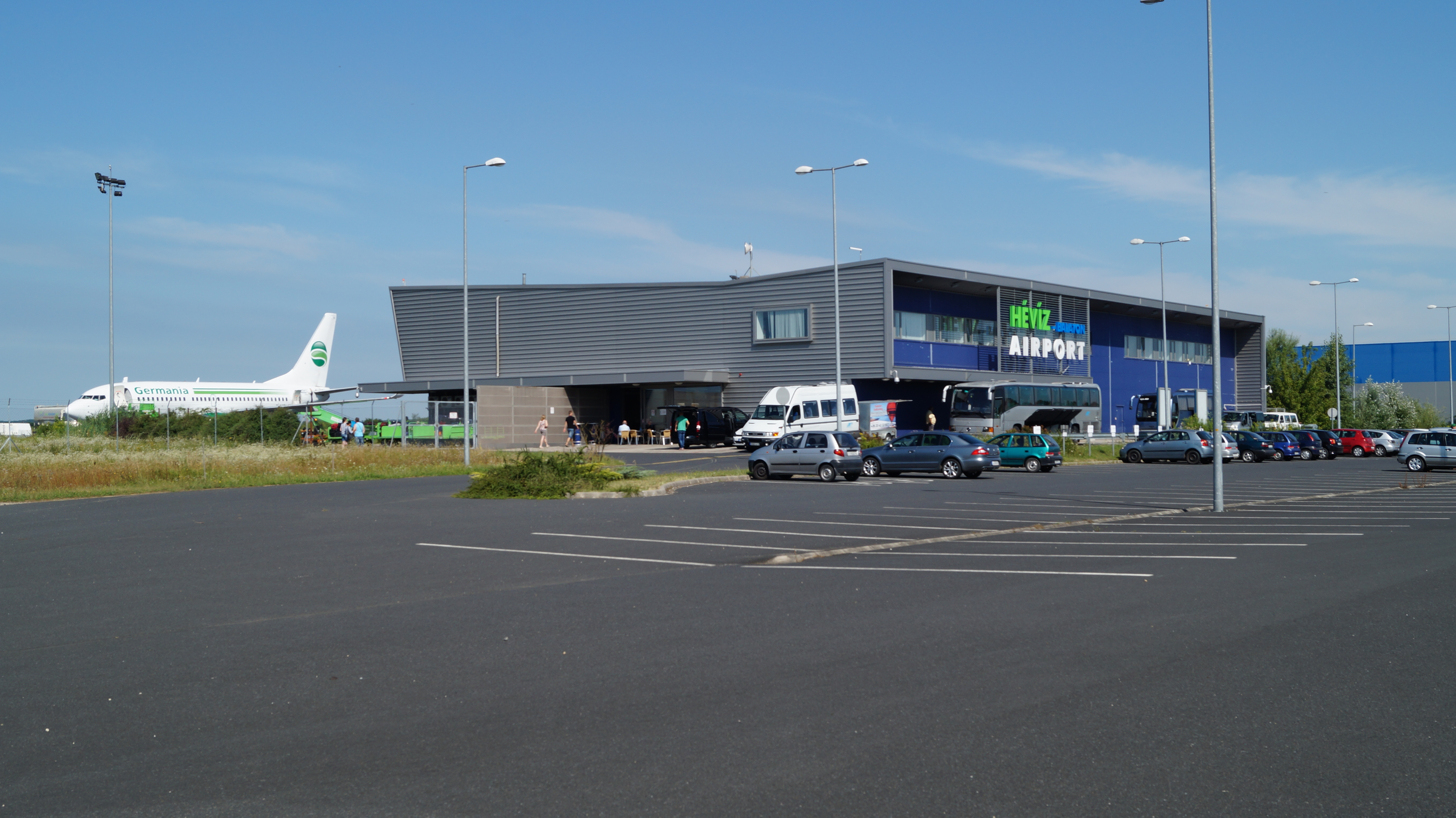

헤비즈-벌러톤 공항(Hévíz–Balaton Airport, IATA: SOB, ICAO: LHSM, 과거 명칭: 샤르멜리크 국제공항/Sármellék International Airport/헝가리어: Sármelléki nemzetközi repülőtér)은 헝가리 서부 절러주 샤르멜리크에서 남-남서쪽으로 1킬로미터 지점 벌러톤호 서쪽에 위치한 헝가리의 국제공항이다.
헝가리의 가장 중요한 휴양지인 벌러톤호로 인해 중요성이 부각된다.

## 역사
군용 공항이 이곳에 1940년대에 위치하였다.
샤르멜리크 국제공항은 1991년 이후로 개방된 공항으로 운영되었으며 2002년 5월 15일 헝가리에서 2위의 국제공항으로 변모했다.(1위는 부다페스트 리스트 페렌츠 국제공항)
2012년 4월부터 이 공항은 헤비츠-벌러턴 공항이라는 새 이름을 갖게 되었다.